# Справа Діми Яковлєва
Дмитро Олексійович Яковлєв (після усиновлення Чейз Гаррісон, англ. Chase Harrison; 1 листопада 2006 — 8 липня 2008) — неповнолітній російський громадянин, уродженець Псковської області, загиблий через три місяці після усиновлення громадянами США.

## Усиновлення
Діма Яковлєв, 2006 року народження, був поміщений до Псковського обласного Будинку дитини для дітей з органічним ураженням центральної нервової системи з порушенням психіки, розташований у м. Печора Псковської області. Його мати, яка сама виховувалася в дитячому будинку, дала письмову згоду на можливе усиновлення. Були неодноразові спроби влаштувати дитину до російської сім'ї. 21 лютого 2008 року рішенням Псковського обласного суду Діму Яковлєва всиновило подружжя Майлза Гаррісона (Miles Harrison) і Керол Лінн Ексман-Гаррісон (США), які здійснили три поїздки в Росію з метою усиновити дитину. Майлс Гаррісон на той час був виконавчим директором консалтингової фірми «Project Solutions Group» у Герндоні, штат Вірджинія.

## Загибель
8 липня 2008 року, у віці 21 місяця, Діма Яковлєв загинув в результаті того, що був залишений Майлзом Гаррісоном на 9 годин в закритому автомобілі GMC Yukon під час 32-градусної спеки. Чоловік посадив Діму на заднє сидіння автомобіля біля будинку в місті Пурсервілль по дорозі. За словами метеорологів, при 32-градусній спеці температура всередині закритого автомобіля може досягти 54 градусів. В ході слідства Гаррісон сказав, що повинен був завезти дитину в дитсадок, але оскільки він поспішав на роботу, то забув про це.

## Процес
За американським законодавством його прийомному батькові Майлзу Гаррісону загрожувало до 10 років позбавлення волі за ненавмисне вбивство (англ. manslaughter), але 17 грудня він був повністю виправданий американським судом.
Пізніше в ЗМІ повідомлялося про декілька судів за аналогічними випадками в США, в яких батьки, які залишили своїх дітей в дитячих кріслах на задніх сидіннях автомашин, були виправдані, іноді суди взагалі не призначалися. Всього з 1998 по 2014 р. від теплового удару в закритому автомобілі в США померли 629 дітей. Менш ніж у половині випадків було порушено судову справу, і менш ніж у чверті випадків рішенням суду було позбавлення волі (станом на 2007 рік).
У лютому 2009 року Гаррісон сказав в інтерв'ю The Washington Post:

Я молю російський народ про прощення. Є хороші люди в цій країні, які заслуговують дітей, і є діти в Росії, які потребують батьків. Будь ласка, не карайте всіх за мою помилку.
Оригінальний текст (англ.)
I pray for forgiveness from the Russian people. There are good people in this country who deserve children, and there are children in Russia who need parents. Please don't punish everyone for my mistake.

## Реакція в Росії
Рішення американського суду у справі Діми Яковлєва викликало бурхливу реакцію в російських ЗМІ та владі. Міністерство освіти і науки РФ через своїх дипломатів намагалося домогтися перегляду виправдувального вироку. 30 грудня 2008 року Слідчий комітет при прокуратурі Росії порушив кримінальну справу з метою з'ясувати обставини загибелі дитини, а також підтвердити факт законності її усиновлення. Слідчий комітет повідомив: «встановлено, що півторарічний Діма загинув 8 липня 2008 року, коли його прийомний батько Майлз Гаррісон залишив хлопчика закритим в машині на 9 годин при 50-градусній спеці».
Наприкінці 2012 року в Росії до Державної думи було внесено законопроєкт № 186614-6 (часто називають «відповіддю на закон Магнітського»), одна з поправок до якого забороняла громадянам США всиновлювати російських дітей. Партія Єдина Росія запропонувала назвати закон у пам'ять про Діму Яковлєва. Депутат В'ячеслав Ніконов запропонував присвятити закон пам'яті всіх загиблих у США усиновлених дітей з Росії. 28 грудня 2012 року закон був підписаний президентом РФ Володимиром Путіним і вступив в дію з 1 січня 2013 року.

## Примітка
1. ↑  8 июля 2008 г. в результате трагического случая в США погиб ребёнок, усыновлённый в России, пресс-релиз Министерства образования и науки РФ, 14.07.2008. Архів оригіналу за 31 грудня 2012. Процитовано 9 червня 2021. [Архівовано 2012-12-31 у Wayback Machine.]
2. 1 2 3  В США снова погиб приёмный ребёнок из РФ: в убийстве обвиняют его отца, Newsru.com, 11.07.2008. Архів оригіналу за 9 червня 2021. Процитовано 9 червня 2021.
3. ↑  Va. Toddler Dies After Father Leaves Him in SUV [Архівовано 18 листопада 2019 у Wayback Machine.] // Washington Post, 10 июля 2008
4. ↑  В псковском Доме ребёнка считают случайностью смерть мальчика, усыновленного парой из США, Newsru.com, 14.07.2008.[недоступне посилання]
5. ↑  Ответ на закон о «списке Магнитского» назовут именем Димы Яковлева [Архівовано 9 червня 2021 у Wayback Machine.] // 11.12.2012, «Российская газета»
6. 1 2 3 4  Fatal Distraction: Forgetting a Child in the Backseat of a Car Is a Horrifying Mistake. Is It a Crime? [Архівовано 2013-03-27 у Wayback Machine.], Washington Post, March 8, 2009: «Fairfax County Circuit Court Judge R. Terence Ney found Miles Harrison not guilty. There was no crime, he said».
7. ↑  Приемного отца умершего ребенка из РФ выпишут на следующей неделе. РИА Новости. ria.ru. 12 липня 2008. Архів оригіналу за 15 березня 2013. Процитовано 28 лютого 2013.
8. ↑  Why Was Father Who Killed Son In Car Acquitted? — Raw Fisher (англ.). Архів оригіналу за 15 березня 2013. [Архівовано 2012-06-30 у Wayback Machine.]
9. ↑  U.S. man acquitted in death of son adopted from Russia [Архівовано 13 квітня 2010 у Wayback Machine.] // RIA Novosti, 17/12/2008: «A guilty verdict would have carried a sentence of up to 10 years in prison.»
10. ↑  Jan Null (12 серпня 2014). Heatstroke Deaths of Children in Vehicles (англ.). Университет Сан Франциско. Архів оригіналу за 13 серпня 2014. Процитовано 13 серпня 2014.
11. ↑  ALLEN G. BREED (28 липня 2007). Sentences Vary When Kids Die in Hot Cars (англ.). Ассошиэйтед Пресс. Архів оригіналу за 1 березня 2014. Процитовано 13 серпня 2014. [Архівовано 2014-03-01 у Wayback Machine.]
12. ↑  Министерство образования направило в США официальный запрос по делу Димы Яковлева // Первый канал, 30.12.2008
13. ↑  «Единая Россия» накажет США по «закону Димы Яковлева» [Архівовано 22 грудня 2016 у Wayback Machine.] // Lenta.ru, 11.12.2012.
14. ↑  Подписан закон о мерах воздействия на лиц, причастных к нарушениям основополагающих прав и свобод человека, прав и свобод граждан России [Архівовано 11 вересня 2014 у Wayback Machine.] // Kremlin.ru, 28 декабря 2012 года
15. ↑  Владимир Путин подписал «антимагнитский» закон. Forbes. forbes.ru. 28 грудня 2012. Архів оригіналу за 9 червня 2021. Процитовано 28 грудня 2012.